# Relazioni bilaterali tra Kenya e Ucraina
Le relazioni bilaterali tra Kenya e Ucraina sono le relazioni culturali e politiche tra Kenya e Ucraina.